# Крапп

Краповый берет

Крапп (нем. Krapp (Färberröte), alizarin-farben, purpurin-farben — марена) — устаревшее название для одного из красящих веществ, прежде имевшего большое значение; а также для соответствующего оттенка ализаринового красного (ярко-красного) цвета. 
Крапп представляет собой толчёный корень красильной марены — Rubia tinctorum, а также сходных видов Rubia peregrina и Rubia mungista. Марена — многолетнее растение; корень её — длиной от 10 до 25 см и толщиной — около 0,5 см, внутри — оранжевого (жёлто-красного) цвета, снаружи — бурого.
Краповый — в русском языке — оттенок красного, более тёмный и тусклый. Ранее краповое сукно было более дешёвым, чем красное сукно, и использовалось для изготовления ряда элементов военной формы одежды армейских нижних чинов Вооружённых сил России имперского периода.

## История
Ещё в конце XIX века марена культивировалась в значительных объёмах во Франции, Эльзасе, Голландии, Баварии, Бельгии, Кавказе и Леванте. Годовая стоимость производившегося маренного корня в одной только Франции оценивалась не менее, чем в 100 млн франков. На Кавказе также существовали значительные маренные плантации около Дербента и Шуши. Занимались в основном этим армяне. Император Пётр I с целью налаживания производства краппа поощрял переселения армян на Терек из других мест. Одним из таких поселившихся был армянский помещик Хастат Бек, основатель селения Шафран (позже известного как станица Шелковская).
Лучшими сортами считались левантский и авиньонский крапп: левантский крапп поступал в продажу в виде корня, под названием «лизари» или «ализари»; европейские сорта — большей частью в молотом состоянии.
Марена упоминается Плинием и другими античными авторами. Была обнаружена, например, в качестве розового красителя на гипсе в египетской росписи усыпальницы греко-римского периода. В Голландию попала в XVI в. через Испанию, получившую марену от мавров. Кольбер внедрил марену в Авиньоне в 1666 году, Францен — в Эльзасе 1729 году, но заметное место этот краситель стал занимать только к 1760—1790 гг.
Для приготовления художественного пигмента (лака) к экстракту корня марены добавлялись квасцы и производилось осаждение с помощью щёлочи.
Культивирование марены прекратилось в последней четверти XIX века после того, как немецкие химики Гребе и Либерман предложили способ получения ализарина в 1868 году.

## Выращивание марены (поэнциклопедии Брокгауз)
Марена разводится черенками или семенами и собирается обыкновенно не ранее 4—5 лет после посева. На благоприятной для её произрастания почве и в подходящих климатических условиях десятина дает до 200 пудов промытого корня. Выкопанные из земли корни просушиваются на солнце и в таком виде поступают в продажу.

## Применение краппа

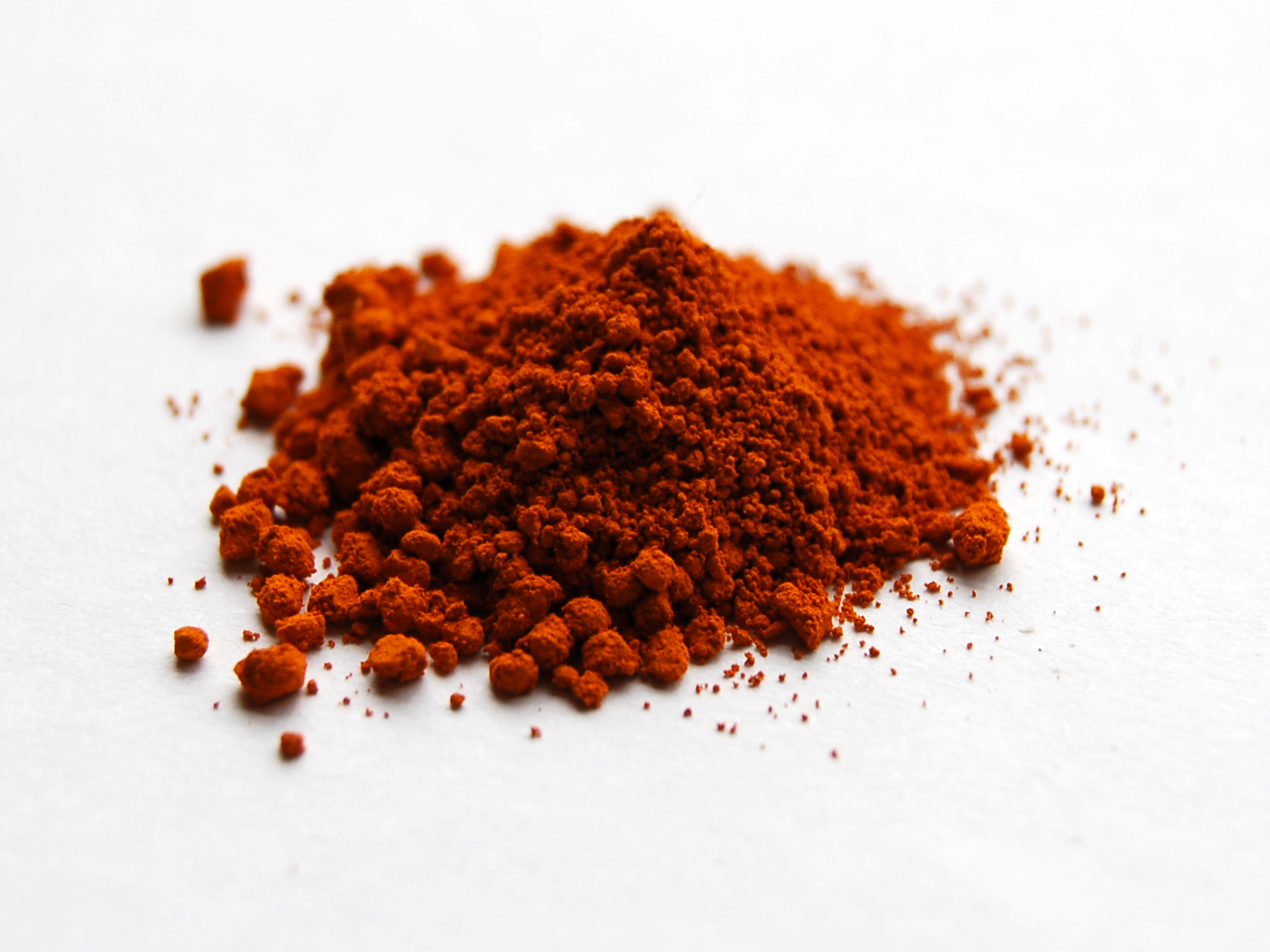
Ализарин

Употребление краппа как красильного вещества основывалось на содержании в нём пигментов: ализарина и пурпурина. Ализарин в краппе находится, однако, не в свободном состоянии, а в виде гликозида рубэритриновой кислоты, который при брожении или под влиянием кислот распадается на сахар и ализарин, по уравнению: C26H28O14 + 2H2O = C14H8O4 + 2C6H12O6. 
Классические работы Грэбе и Либермана показали, что как ализарин, так и пурпурин представляют собой производные углеводорода антрацена: первый — диоксиантрахинон C14H6O2(HO)2, второй — триоксиантрахинон C14H5O2(HO)3. Эти работы послужили основанием обширной отрасли химической промышленности — производству искусственного ализарина, быстро вытеснившему из красильной практики крапп и крапповые препараты, крапп-экстракты. По исследованиям Розенштиля, пурпурин — другой пигмент марены — в краппе находится не в виде глюкозида, а в виде карбоновой кислоты, псевдопурпурина, которая при нагревании с водой распадается на пурпурин и углекислоту.
Кроме ализарина и пурпурина, из краппа было выделено ещё два других вещества, стоящих в химическом отношении очень близко к ализарину: ксантопурпурин, изомер ализарина и мунжистин, по составу — карбоновая кислота, стоящая к ализарину в том же отношении, как псевдопурпурин — к пурпурину. Применение краппа в красильной практике основывалось именно на способности ализарина давать стойкие и яркие цветные лаки с различными металлическими окислами; так, с железом — фиолетового или чёрного цвета, с глиноземом — яркого красного и розового цвета, с оловянной протравой — огненно-красного цвета и т. п. 
В особенности значительные количества краппа употреблялись в пурпуровом крашении для получения красного цвета, а также получения чёрного и коричневого цветов. С целью по возможности усилить красящую способность марены её толченый корень очень часто предварительно подвергался различной обработке, при чём получался уже препарированный крапп или так называемый крапп-экстракт. Такого рода предварительная обработка более или менее полно удаляла вредные для окрашивания примеси: смолы, кислоты, сахаристые и пектиновые вещества, и при окрашивании крапп-экстрактом всегда получался более живой и яркий оттенок цвета. Одним из наиболее распространенных крапповых препаратов был гарансин; в довольно значительных количествах употреблялось и гарансе. Крапповый цвет (fleur de garance) приготовлялся брожением промытого и молотого краппа; пинкоффин — обработкой краппа в автоклаве перегретым паром; азаль представлял собой сырой ализарин, извлеченный из краппа древесным спиртом. 
Уже в начале XX века крапп был практически полностью вытеснен из производства анилиновыми красителями, прежде всего ализарином. В настоящее время крапп в красильной промышленности не употребляется.